# 滷肉

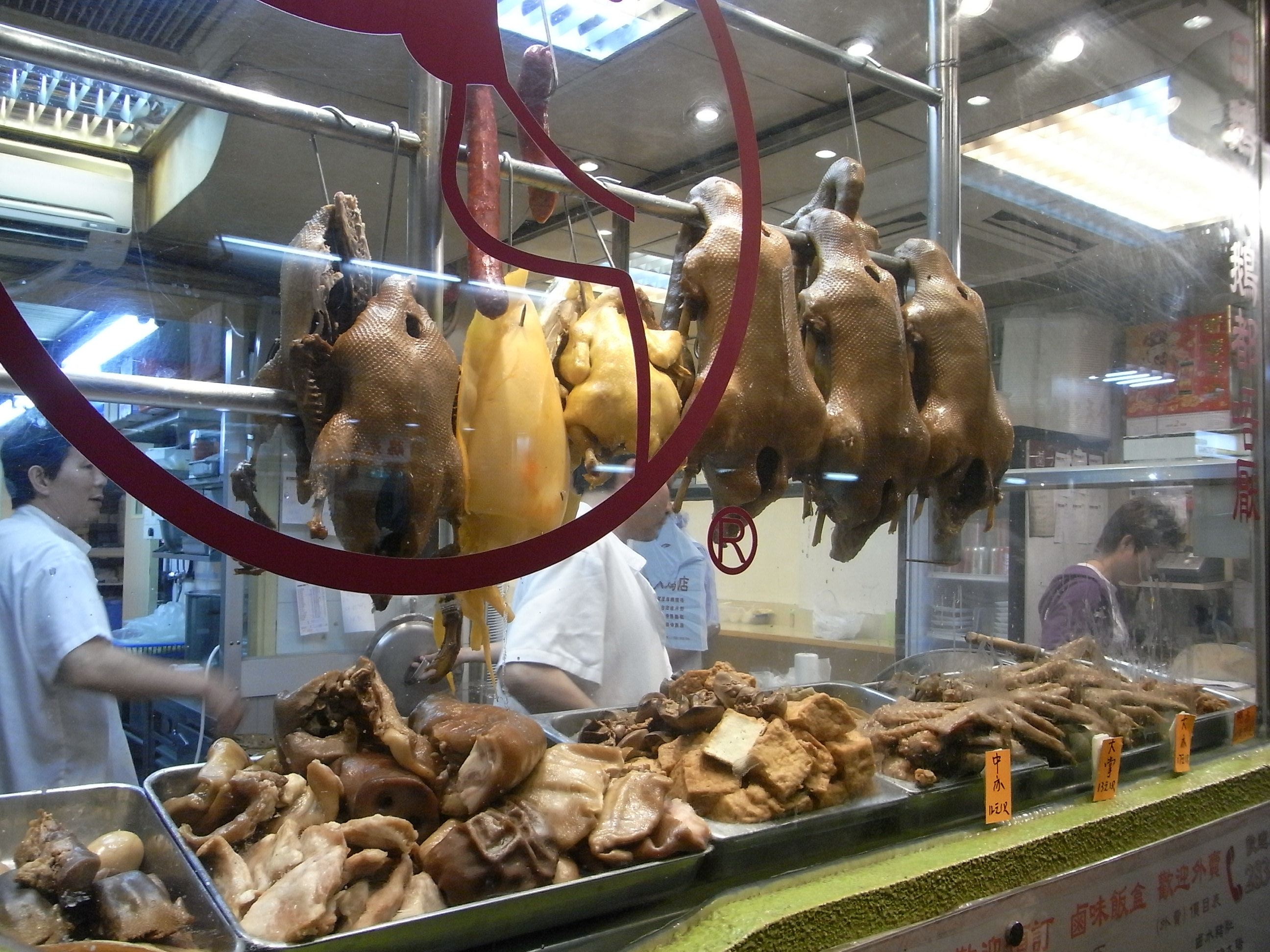
一間賣潮汕滷味食品的店鋪

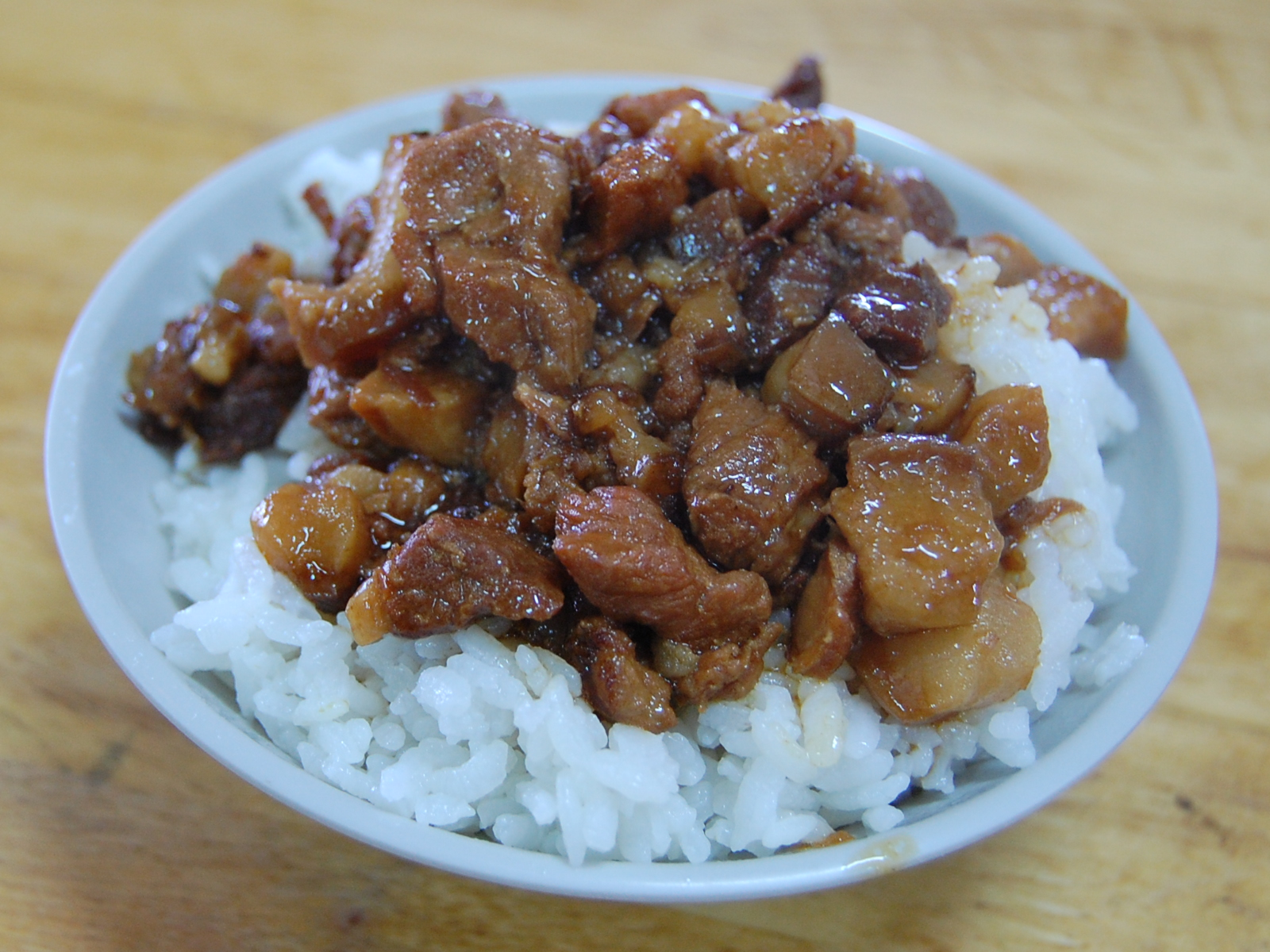
肉臊飯

滷肉是指用滷汁烹煮的肉類食品，一般選用的肉類為猪肉。
滷肉為華人特色美食，潮汕的滷味、猪脚饭，臺灣的肉臊飯、炕肉飯尤為出名。

## 製作
製作滷肉的基礎是豬肉和醬油，再加入多種香料烹調而成。所選用的香料沒有既定標準，較常見的香料包括花椒、八角、陳皮、桂皮、甘草、草果、薑、沙薑、南薑、蔥及冰糖等，也可以加入辣椒成為川味滷肉。自行製作滷肉並不複雜，一般只需把豬肉和醬油、香料或使用滷包一起烹調即成。